# Vas ožidaet graždanka Nikanorova
Vas ožidaet graždanka Nikanorova (Вас ожидает гражданка Никанорова) è un film del 1978 diretto da Leonid Marjagin.

## Trama
La regina contadina è già stanca di cercare il suo principe. E all'improvviso scopre un nuovo veterinario a casa sua.